# Christopher Buehlman
Christopher Buehlman (* 22. Februar 1969) ist ein US-amerikanischer Schriftsteller, Komiker, Dramatiker und Dichter aus Saint Petersburg, Florida.

## Biografie
Buehlman wurde 1969 in Tampa, Florida, als Sohn einer jungen Frau aus Tuscaloosa, Alabama, geboren. Später wurde er von Joseph und Christeen Buehlman aus St. Petersburg, Florida, adoptiert. Von 1973 bis 1982 besuchte er die Thom Howard Academy, eine Schule für begabte und behinderte Schüler, und wechselte dann ins zweite Schuljahr an die Northeast High School. Er studierte ab 1985 an der University of Florida und am St. Petersburg Junior College, wo er 1989 mit einem Associate Degree abschloss. Anschließend studierte er Französisch und Geschichte an der Florida State University und schloss sein Studium 1994 mit einem Bachelor ab.
Er spricht nahezu fließend Französisch und Spanisch.
Als lebenslanger Fan von Renaissance-Festivals (ähnlich den deutschen Mittelaltermärkten) entwickelte Buehlman einen Showact als „Christophe the Insultor“, bei der er Jahrmarktsbesucher im Auftrag ihrer Freunde für Geld auf die Schippe nimmt. Seit 25 Jahren tourt er mit dieser Nummer. Zu Beginn seiner Karriere war das Material eher historisch und gesitteter angelegt und wurde direkt auf dem Festivalgelände aufgeführt. Doch als die Aufführung auf die Bühne und in die Festivalkneipen zog, wurde sie melancholischer, moderner und wilder und hat mittlerweile eine starke Kultanhängerschaft – die meisten seiner 18.000 Facebook-Follower haben seine Show persönlich gesehen. Er hat außerdem ein Ein-Mann-Stück über Christopher Marlowe geschrieben und aufgeführt, das Festivalstück „The Bastard Monks“ geschrieben und führt seine Stücke „Filthy Irish Stories“ und „Fat Shakespeare“ immer noch im Sommer beim Sterling Renaissance Festival auf.